# Martin Chladni

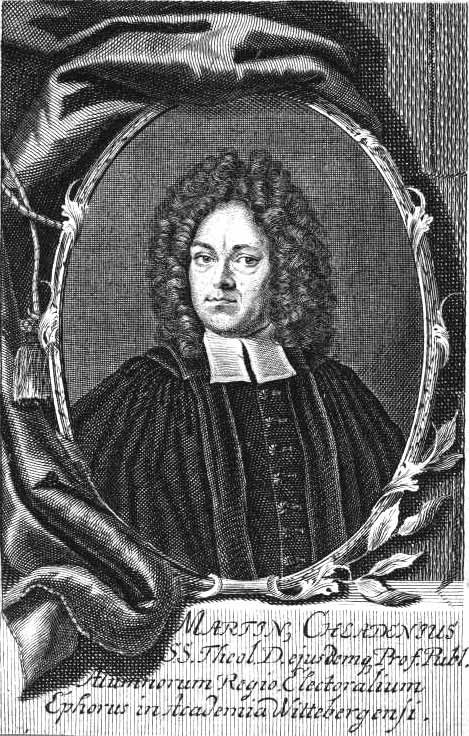
Martin Chladni

Martin Chladni, auch Chladen, Chladenius, Chladenio (* 25. Oktober 1669 in Kremnitz, Königreich Ungarn, heute: Slowakei; † 12. September 1725 in Wittenberg), war ein lutherischer Theologe.

## Leben
Als Sohn des lutherischen Geistlichen Georg Chladni (1637–1692) und seiner Frau Catharina (geb. Clement) erlebte Martin Chladni wohl eher unbewusst die Verfolgung seiner Familie durch den Bischof von Neutra. Aufgrund ihres evangelischen Glaubens sah sich die Familie am 19. Oktober 1637 genötigt, Ungarn aus Furcht vor weiteren Übergriffen zu verlassen. Über Breslau gelangte die Familie am 18. November nach Görlitz, wo Georg von seinem Vater bis zum sechsten Lebensjahr unterrichtet wurde.
Ab 1675 besuchte er das Gymnasium in Görlitz, wechselte 1681 nach Sorau, wo er sich bereits mit Griechisch, Hebräisch und Lateinisch beschäftigte. Auf Wunsch seines Vaters bezog er 1683 das Gymnasium in Grimma, wechselte dann, als dieses renoviert wurde, an die Landesschule in Meißen. Da sein Vater jedoch ein Studium nicht finanzieren konnte, fand er in der Familie von Gersdorff honorige Gönner und immatrikulierte sich am 16. Juni 1688 an der Universität Wittenberg.
Er fand Aufnahme im Haus des damaligen Adjunkten der philosophischen Fakultät Johann Baptist Röschel und konnte unter der Anleitung der Professoren Johann Deutschmann, Michael Walther und Christian Röhrensee als vielversprechender Student nach einem Jahr an ein kurfürstliches Stipendium gelangen. Am 28. April 1691 absolvierte er den akademischen Magistergrad der philosophischen Fakultät und war dann bei Caspar Löschers Privatschule als Gelehrter tätig.
Nebenbei besuchte er weiter die Vorlesungen an der Universität und ging 1694 als Lehrer der Kinder des Geheimrates Bernhard Zech nach Dresden. 1695 wird er als Pfarrer in Übigau ordiniert, übernimmt 1703 eine Pfarrstelle in Lausick und wird 1703 Oberpfarrer und Superintendent in Jessen. Daraufhin begibt er sich 1704 wiederum nach Wittenberg, um dort im März den für die Superintendentur nötigen akademischen Grad eines Lizentiaten der Theologie zu erwerben. Nach dem Ausscheiden Valentin Ernst Löschers und Johann Georg Neumanns aus dem Wittenberger Universitätsbetrieb der theologischen Fakultät wurde Chladni an die vierte Stelle als ordentlicher Professor der Theologie berufen, die er am 28. Februar 1710 antrat.
Während dieser Zeit setzte sich Chladni vor allen Dingen mit dem Abenteurer Johann Konrad Dippel literarisch auseinander, der den Glauben an geheimnisvolle Naturmächte und mystische Künste mit dem Pietismus verknüpfen wollte. Nachdem 1712 wiederum eine Professur an der theologischen Fakultät vakant wurde, stieg Chadni in die dritte Professur auf und las über die Episteln Pauli. 1719 übernahm er die zweite Professur an der theologischen Fakultät, wurde damit Propst an der Wittenberger Schlosskirche und trat dem Wittenberger Konsortium als Konsistorialrat bei. Mehrmals übernahm er das Dekanat der theologischen Fakultät und vom Herbst 1720 bis Ostern 1721 war er nach Sitte der Wittenberger Universität Rektor der Einrichtung.
Chladni setzte sich für die Reinheit der lutherischen Lehre ein und führte Auseinandersetzungen mit den Vertretern der römisch-katholischen Kirche. Des Weiteren setzte er sich für die Vereinigung mit den reformierten Kirchen ein.
Seit dem 18. Juli 1699 war Chladni verheiratet mit Charitas (beigesetzt am 15. Juni 1743 in der Schlosskirche), der sechsten Tochter des evangelischen Theologen Justus Sieber. Von den elf aus der Ehe stammenden Kindern verstarben zwei Söhne und drei Töchter frühzeitig im Kindesalter. Von den Kindern sind bekannt Justus Georg Chladni, Theodor (der Landphysikus in Großenhain war), Johann Martin Chladni, Benjamin Gottlob, Ernst Martin Chladni und Benedicta Hedwig († vor 1725).
Seine Gesundheit war begleitet von hypochondrischen Anfällen. Am 23. August 1725 erkrankte er an einem Fieber und verstarb um 11:00 Uhr am 12. September 1725. Am 30. September wurde er in der Wittenberger Schlosskirche beigesetzt.

## Werke

### Bücher und Traktate
- Commentatio de Ecclesiis Colchicis cum Praesat. Conradi Sam. Schutzfleichii, Wittenberg 1702
- Der verklärte Jesus oder 12 Betrachtungen über die Historie der Verklärung Christi, Wittenberg 1709
- Institutiones Homileticae regulis & observationibus luculentissimis instructae, Wittenberg 1724
- Institutiones Exegeticae regulis & observationibus luculentissimis instructae Wittenberg 1725
- Institutiones Theologiae Moralis, regulis & observationibus luculentissimis instructae, cum Praefart. D. Gottlieb Wernsdorffii, Wittenberg 1726
- Erbauliches Handbüchlein gläubiger Beter, Wittenberg 1721
- Institutiones Passionales fuccinctae, Editore M.J.G.H., Schneeberg 1732

### Predigten
- Das unschuldige Frolocken in den Hütten der gerechten: oder drey evangelische Jubel=predigten bey dem dreytägigen Jubel Feste, Wittenberg 1717
- Zwey Eedle Güter aus dem Heil=Brunnen Jesu Christo, oder Leichenpredigt auf Fr. Cleophe Salome Löscherin, Wittenberg 1717
- Die erfreuliche Friedenspredigt Esaia an sein Volck, aus Jes. LV.6.7. oder Bußpredigt in der Schlosskirche zu Wittenberg gehalten, 1720
- Der evangelische Prediger, der da kömmt, die Sünder zur Busse zu ruffen: oder Antrittsredean die Gemeinde Gottes in der Schlosskirche zu Wittenberg, 1719
- Die heilige Sorge eines gläubigen Kindes Gottes bey dem unschuldig vergossen Blute eines unglücklich entleibten, am XIII. Sonntage nach Trinitatis 1720
- Die unschuldige und Gott geheiligte Nahmensfreude gläubiger Seelen, am Tage St. Johannis des Täufers aus dem ordentlichen Fest Evangelio vorgestellt, 1712

### Orationen und Episteln
- Caspar Loescherus Alexandro Alexandrino compartus 1719
- Allocutio ad Bernhardum, Ludovicum Adolphum & Wilhelmum Ernesttum des Zech’ de obitu Patris Bernhardi Zech & c.
- Epistola ad Facultatem Theologicam Wittebergensem de Jubilaeo Academico 1702
- Vita Benedicti Nursmi ad Carpzovius filios de obitu Patris Benedicti Carpzovii
- Auspicia Seculi Tertii Theologorum ordini Academiae Wittebergensis precatur Mart. Chladenius, 1702
- de Syncretismo Sabbatico ad Jo. Hieronymum de Wedig, 1707
- Ad Theodorum Dassovium de obitu uxoris 1720
- de mente Bernhardi Conner ‘ circa creationem Evae ad virum excellentissimum Bernhardum Zechium Gratulatio ob matrimonium cum nobiliss. Jobinia consummatum 1708

### Dissertationen
- de Exemplo Principis, Resp. Jo. Christian Dresler, Obernav. Misn. 1691
- de Fide & Ritibus Ecclasiae Graecae hodiernae, Resp. Mich. Török, Sopron. Hung. 1693
- de Diptychis veterum, Resp. Barthol. Capesio, Schasburg, Trasylv. 1693
- de formatione Christi in Galatis, Resp. M. Imman. David Garmann, Annab. Sax. 1710
- de asseveratione doctrinae ad Tit. III. 8 pro Licentia August. Müller, Past & Superint. Jessensis, 1710
- de tactu Dei in gentilibus, Resp. M. Joh. Gottlieb Dehn, Grünb. Misn. 1710
- de Monothelismo Honorii Papae, Resp. August Christian. Brunst, Rugian 1710
- de conciliatione Mosis & Stephani circa annos Abrahammi Act. VII. 4 Resp. Jo. Guil. Rudolph Svevort. Franc. 1710
- de metu diei extremae apud heterodoxos aut intempestivo, aut nullo, Resp. M. Jo. Jac. Rühr Dresd. 1711
- de ecclesia plantata, Resp. Frid. Karb, Novisol. Hung. 1711
- de verbis institutionis in S Coena ex formula Judaica non explicandis, Resp. M. Mich. Herrmann, Bitterf. Sax. 1711
- de cognitione Christi fecundum carnem ad 2. Cor. V. 16. Resp. Constant. Fried. Hansch 1711
- de haeresibus antiquis falso nobis imputatis, Resp. Wilhelm. Steinbach, Thum. Misn. 1711
- de factis factitiis testibus Enthusiasmi in Papismo sufficientissimis, Resp. M. Ant. Günth. Moehring, Servest. Anhalt 1712
- de natura absolutionis evangelicae, pro Licentia M. Jo. Christianus Buckius, Past. & Superint. Torgaviensis 1712
- Vindiciae baptismi Evangelico Lutherani adversus novatorum conatus, Resp. M. Wenc. Sigism. Gerhard, Lignic. Sil. 1712
- de cognomine Βοανέγες filiisZebedaei binis imposito Marc. III. 7. Resp. Jo. Hermanno Siricio, Lubec 1717
- de computo Dei in salvandis electis, Resp. M. Maurit. Wilhelm Wagner, Martinsb. Past. Lebus. 1712
- de violatione templi mystici ad I. Cor. III. 17. Resp. M. Jo Daniel Bodenburg. Mansfeld 1712
- Examen Theologiae pacisicae & comparativae a Jacob Gärdino propositae, Resp. M. Daniel Goetze, Stolberg. Misn. 1712
- de Philadelphianismo reces Ecclasiae nostrae obolato, Resp. M. Christoph. Ludov, Stieglitz, Lips 1713
- Θεολογουμευα Synesii Cyrenensis, Resp. Christoph Richter, Schneeberg. Misn. 1713
- de damnis & emolumentis ex controversia circa Theologram impiorum Resp. Christian Teuerlein; Calov. Lus. 1713
- de πληςοςία justificatorum cum absolutione ministri conciliabili Resp. Petro Magulacs Hung. 1713
- de abrenunciatone baptismali ad I Petr. III. Resp. Mich. Gottlieb Sartoeio, Gedan. 1713
- de professione fidei baptismali ad I. Petr. III. 21 Resp. M. Imman Henr. Kauderbach Gessing. Misn. 1731
- de fide simplici ad 2. Cor. XI. 3 Resp. M. Dan Rosenfeld, Lips. 1715
- Trisolium insaustum Chiliasmi, Desmi & Apocatastatismi, Resp. M. Jo Christian. Francke, Gelen. Misn. 1715
- De oeconomiia nova per praeconium poenitentiae extraordinarium non expectanda, Resp. M. Christian. Marbach, Svidn. Sil. 1715
- Θεομαχια ex consilio Gamalielis cavenda, Resp.Bartol. Melas, Schasburg, Transylv. 1715
- de revelationibus Brigitttae Svecicae, Resp. M. Benjamin Capsio, Emlebio Hohenloico. 1715
- de significatione voculae ταϋτο in veribis coenae demonstrativa, non comparativa, Resp. M. Car. Fried. Bergmann 1715
- de visionibus Hildegardis, Resp.David Christian Lange, Wittenberg 1716
- de conscientis cauteriata, Resp. M. Friedrich Boltz, Regiom. 1716
- Examendoctrinae Quesnellianae de fide justisicante in Bulla papali condemnate: pro Licentia M. Christ. Carol. Stempel Past. & Superintend. Jessen 1716
- Examen doctrinae Quesnellianae de Ecclessia Diss. Altera, Resp. M. Joh. Gottlieb Erlmann, Palaeo Bergera Misn 1718
- de spolio seductorum in fideles commisso ad Col II. 8, Resp. M. Christian. Sam. Claro, Witteb. 1717
- Vindiciae Reformationis Lutheri, Resp. M. Jo. Gottfr. Lessing, Camentio Lus. 1717
- Diss. I. Contra Lamindum Pritanium vindicans methodum Evangelicorum de inquirenda veritate coelesti: pro Licentia M. Albert Boetticher Past. & Superint. Dobriluccensis. 1717
- Diss. II contra Lamindum Pritanium, Resp. Jo. Georg. Werner, Koenigstein. Misn 1717
- de Israelis sua religione Constantia, Resp. M. Jacob. Frid. Junge, Tubing 1717
- de promovendis commodis ecclesiae Evangelico Lutheranae, Resp. Henr. John Bütemeiste, Cellensi. 1718
- de Pharifaeis & Scribis in cathedra Mosis sedentibus audiendis, Resp. Daniel Hainoczy, Hungar. 1718
- de sanctis Poirettianis non fanctis, Resp. M. Christian Gottf. Eccart, Lastaviensi Misn. 1718
- Diss. II ejusdem argumenti, Resp. Christophoro Stollio, Zittav. Lus. 1719
- de poenitentia insantum, Resp. Joh. Schroeder, Helfingora Dano 1719
- de fidei probatione divina, Resp. M. Gottfr. Sam. Seyfried, Freiberg Misn, 1720
- Num bona opera fint ipsa vita aeterna? Resp. Joh. Gottfr. Ertelio, Cremnitio Hung. 1720
- de studio pietatis genuino, Resp. Joh. Georg Tiemann, Isleb. Sax 1720
- de consilio Irenico novissimi Alloguii Tubingensis circa doctrinaam de persona Christi, Resop. M. Balth. Gottlob Hoffmann 1722
- Senentia Henrici Mori de Enthusiasta pre Atheno incurabili, Resp. Joh. Satorio, Rosnav. Hung. 1722
- de fummo gradu tentationum spiritualium: pro Licentia Henr. Augustinus Andreae, Superint. & Consortii Assesor in Comitatu Schaumburgico, ac nunc Hagae Pastor Prim. 1723
- de introversione hominis in fe ipsum cum vera tum Fanatica, Resp. M. Joh. Christian. Letsch, Wratislav 1723
- Epilogus orationis Dominicae Matth. VI. 13. vindicatus, Resp. M. Christian. Fried. Fischer Schneeberg. Misn. 1724
- de methodo concionandi Christi, Resp. M. Jo. Breu, Argentor. 1724
- de Theologia Emblematica, Resp. M. Benjamin Biehler, Past. Betav. 1725
- d Lectione Scripturae omnibus hominibus libera: pro Licentia M. Joh. Gottfr. Rochau, Past & Superint. Ilsenburg 1725

### Programme
- de ά Φοςισμένω Paulo ad Rom.I. I. Cum ad audiendam orationem inauguralem invitaret 1710
- de Messia, spe gentium ad Hagg. II. 8 Fest. Nativ. Christi 1710
- de via ad coelum viva & vivica ad Hebr. X. 20. Festo Paschatos 1711
- de intercossione inessabili Spiritu S. Ad Rom. VIII. 26. Fest. Pentec. 1711
- de confirmatione angelorum in bono, Fest. Michaelis 1711
- de plenitudine gratiae ex nativitate Christi redundante ad Joh. I. 16. Fest. Nativ. Christi 1713
- de gaudio Paschali, Fest. Pasch. 1714
- De loco Gal. IV. 4 Fest. Nativ. Christi 1715
- Vindiciae Psalmi CX.7. contra Socinianos: Fest. Pasch. 1716
- De nativitateChristi instar virgae Aaronis esslorescentis, Fest. Nativ. Christi 1717
- De Duce falutis consummatissimo ad Hebr. II. 10. Fest. Pasch. 1718
- De gratia Spiritus S. fovente, Fest. Pentec. 1719
- De δςησκκία αγγέλωυ, ad Col. II. 18 Fest. Mich. 1719
- Meditatio ad Luc. II. 7. Maria peperit filium suum: Fest. Nativ. Christi 1720
- De nexu mortis & resurrectionis Christi: Fest. Pasch. 1721
- De nuncio laeto de nativitate Jesu Christi ad Luc. II. 19. Fest. Nativ. Christi 1722
- De Filii Dei potentia in resurrectione conspicua ad Rom. I. 4. Fest. Pasch. 1723
- De mysterio incarnationis Christi: Fest. Nativ. Christi 1724
- De absorptione mortis ad. I. Cor. XV. 54. Fest. Pasch. 1725
- De Fanaticis recentioribus Britanniae, cum nomina membrorum Collegii Disputatorii exniberet 1710
- Αγαςήν μεςίδα ex Luc. X. 42 sistit pari occasione 1711
- Eyamen judicii Benedicti Picteti de Pietisttis 1712
- Vindiciae ministerii Lutherani contra Jesuitam anonymum 1713
- De Academiis 1714
- De constantia Studiosi Theologiae 1715
- Vindiciae Jubilaeorum contra Dicam ipsis scriptam 1717
- De Theologia insantum ab Erasmo memorata 1718
- Progr. I. Contra Irenaeum Elistium de eligenda religione in Germania, cum ad audiendam Orat. Inauguralem Joh. Guil. Jani invitaret 1719
- Progr. II. Contra Irenaeum Elpistium, cum nomina membrorum Collegii Disputaroriii exhiberer 1719
- Progr. III. Contra eundem pari occasione editum 1720
- Progr. Ivcontra eundem, cum ad audiendam Orat.inaug. MichHenr. ReinhardiPast. Sondershus. Invitaret 1721
- De deposito a Paulo commemorato I. Tim. VI. 20. cum at Orat.inaugur. M. Mauritii Wilh. Wagneri, Superint. Baruthhin. Invitaret 1716
- De Doctorantu Lutheri, cum ad solennia Doctoralia d. 5. Nov. 1717
- De Reformationequod fit miraculum, cum ad Orat. Iaugur. M. Alberti Boetticheri, Supperint. Kirchhayn invitaret 1717
- De dissertatia Apostolorum Prophetarum & Doctorum, cum ad solennia Doctoralia d. 16. Oktober 1719 invitaret
- De statu ecclesiastico terrarum hyperborearum hodierno, cum ad Orat. Inaugur. Georgii Wallini Gymnasii Suecici, Harnösandensis LectorisPrimmari invitaret 1723
- De octo emolumentis insignius Doctorantus Theologici, cum ad solennia Doctoralia d. 6. Apr. 1723
- Intimatio Jubilaei Evangelici fecundi 1717
- Epistolam invitatoriam Ordinis Theologorum Wittebergensium ad universos Thologos in Germania de Jubilaeo Lutherano celebrando 1717
- Syllogen Positionum Theologicarum in usum disputantum 1710, 1721